# Ecnomiohyla rabborum
Ecnomiohyla rabborum – gatunek płaza bezogonowego z rodziny rzekotkowatych (Hylidae).

## Systematyka
Gatunek nazwany i opisany w 2008 roku. W 2014 roku na podstawie badań morfologicznych i molekularnych część populacji, pierwotnie zaliczoną do Ecnomiohyla rabborum, wydzielono do osobnego gatunku Ecnomiohyla veraguensis.

## Występowanie
Rejon naturalnego występowania gatunku znajduje się w prowincjach Coclé i Panama Republiki Panamy. E. rabborum zasiedla tereny na wysokości pomiędzy 900 i 1150 m n.p.m.

## Habitat
E. rabborum zamieszkuje lasy, jest aktywny w nocy. Prawdopodobnie szczyt aktywności rozrodczej wypada na początku pory deszczowej (marzec–maj). Jaja są składane tuż nad linią wody na odsłoniętych kawałkach drewna lub kory wewnątrz otworów w pniach drzew. Samice składają około 60–200 jaj.

## Wymieranie
Po zakażeniu grzybem Batrachochytrium dendrobatidis populacja zaczęła gwałtownie się zmniejszać. W chwili opisywania gatunku jego populacja była w fazie kurczenia się spowodowanego tą infekcją. W ramach programu ratunkowego zebrano 100 osobników i umieszczono w ogrodach zoologicznych, ale gatunek źle znosił zmianę środowiska. Ostatecznie podjęto decyzję o uśpieniu większości z nich w celu zachowania materiału genetycznego. Ostatni żyjący osobnik tego gatunku o imieniu Toughie zmarł w zoo w Atlancie 26 września 2016.